# Ита (река)
Ита́ (удм. Ыты, Ыта) — река в Удмуртии, правый приток реки Лоза (бассейн Волги). Устье реки находится в 20 км по правому берегу Лозы. Длина реки составляет 108 км, площадь бассейна — 1160 км². Ита — крупнейший приток Лозы.
Течение реки проходит по Шарканскому, Дебёсскому и Игринскому районам. В среднем течении образует границу Дебёсского и Шарканского районов. Исток находится на северо-востоке Шарканского района близ границы с Пермским краем. Исток лежит на водоразделе рек Чепца и Сива, среди холмов Тыловайской возвышенности
Генеральное направление течения — северо-запад, средний уклон 0,8 м/км, скорость течения — 0,3 м/с.
Ита течёт в широкой пойме, окаймленной холмами. Берега, главным образом, крутые, местами лесистые, высотой до трёх метров. Дно реки песчаное, местами каменистое. В половодье вся пойма заливается. Русло реки сильно извилистое на всём протяжении. В русле встречаются мели и остатки плотин старых мельниц.
Среднее и нижнее течение реки относительно плотно заселено. Крупнейший населённый пункт на реке — село Зура. Другие населённые пункты, стоящие на реке от истока к устью — Малая Ита, Мукабан, Кельдыш, Сильшур, Гырдымово, Урдумошур, Нижний Тыловай, Ягвуково, Верхний Шидзялуд, Нижний Шидзялуд, Орехово, Старый Четкер, Вукобер, Итадур, Беляевское, Палым, Квардавозь, Зура, Зуринский Шамордан, Каргурезь.
Впадает в Лозу в 4 км к северу от села Зура.

## Притоки
- 5,6 км: река Уй (лв)
- 14 км: река Сеп (лв)
- 19 км: река Палым (лв)
- 25 км: река Сепожка (лв)
- 27 км: река Кожойка (лв)
- 34 км: река Чумойка (лв)
- 36 км: река Шорнинка (лв)
- 39 км: река Тылойка (лв)
- 44 км: река Сюрсовайка (лв)
- Куйма (лв)
- Вукошур (лв)
- Чунишурка (лв)
- Тыловайка (пр)
- 62 км: река Ключи (Альцинка) (лв)
- 71 км: река Итинка (в верховье Ягвайка) (пр)
- Табань (лв)
- Сюрзя (лв)
- Чашурка (пр)
- Итышур (лв)
- Ольховка (лв)
- Мувожовская (пр)

## Данные водного реестра
По данным государственного водного реестра России относится к Камскому бассейновому округу, водохозяйственный участок реки — Чепца от истока до устья, речной подбассейн реки Вятка. Речной бассейн реки — Кама.